# 15 Orionis
15 Orionis, som är stjärnans Flamsteed-beteckning är en dubbelstjärna i den norra delen av stjärnbilden Orion. Den har en kombinerad skenbar magnitud på ca 4,82 och är svagt synlig för blotta ögat där ljusföroreningar ej förekommer. Baserat på parallax enligt Gaia Data Release 2 på ca 6,1 mas, beräknas den befinna sig på ett avstånd på ca 540 ljusår (ca 165 parsek) från solen. Den rör sig bort från solen med en heliocentrisk radialhastighet av ca 29 km/s och var så nära solen som 69 ljusår för ca 3 miljoner år sedan. 15 Orionis är Uranus sydpolstjärna.

## Egenskaper
Primärstjärnan 15 Orionis A är en gul till vit underjättestjärna av spektralklass F2 IV som har förbrukat förrådet av väte i dess kärna och börjat utvecklas till en jättestjärna. Den har en massa som är ca 3,4 solmassor, en radie som är ca 5,9 solradier och utsänder ca 300 gånger mera energi än solen från dess fotosfär vid en effektiv temperatur på ca 7 200 K.
15 Orionis är en misstänkt astrometrisk dubbelstjärna med följeslagaren 15 Orionis B separerad med 0,3 bågsekunder från primärstjärnan.